# 생동성 연애
《생동성 연애》는 2017년 2월 16일부터 2017년 3월 2일까지 MBC에서 방영된 《세가지색 판타지》의 두 번째 드라마이다.
이 드라마는 네이버와 iMBC로 공동 제작되었으며, 영화 《우리들의 행복한 시간》의 박은영 작가와 영화 《감기》의 박희권 작가가 공동 집필하였다.

## 줄거리
노량진 고시촌을 배경으로 한 이 시대 청춘들의 이야기를 판타지 요소를 가미해 그린 드라마이다.

## 등장 인물

### 주요 인물
- 윤시윤 : 소인성 역
- 조수향 : 왕소라 역

### 주변 인물
- 강기영 : 조지섭 역
- 김민수 : 공무 역
- 장희령 : 김태이 역
- 황영희 : 인성의 어머니 역
- 지대한 : 편의점 점장 역
- 우도임 : 송애교 역

### 그 외
- 우정국
- 김지은
- 정동규
- 이윤상 : 감독관 역
- 정현석
- 이진권
- 박원호

### 특별출연
- 우현 : 인성의 아버지 역
- 박충선 : 의사 역
- 박영수 : 패스트푸드점 점장 역
- 서동원 : 유정준 역
- 김슬기 : 인성커플에 염장당하는 솔로어묵녀 역

## 시청률
최저 시청률과 최고 시청률은 시청률 조사회사와 지역별로 시청률에 차이가 있을 수 있습니다.
| 회차        | 방송일          | AGB 시청률 | TNmS 시청률 |
| ----------- | --------------- | ---------- | ----------- |
| 1화         | 2017년 2월 16일 | 2.1%       | 1.8%        |
| 2화         | 2017년 2월 16일 | 2.9%       | 1.9%        |
| 3화         | 2017년 2월 23일 | 1.8%       | 1.7%        |
| 4화         | 2017년 2월 23일 | 1.7%       | 2.0%        |
| 5화         | 2017년 3월 2일  | 1.4%       | 1.6%        |
| 6화         | 2017년 3월 2일  | 1.2%       | 1.2%        |
| 평균 시청률 | 평균 시청률     | 1.7%       | 1.9%        |

## 경쟁 프로그램
- 해피투게더 (KBS 2TV)
- 자기야 백년손님 (SBS TV)